# Эния
Э́ния (англ. Enya, полное имя Э́нья Патри́ша Ни Бре́ннан, ирл. Eithne Pádraigín Ní Bhraonáin; англ. Enya Patricia Brennan; /ˈɛnʲə pəˈtrɪʃə nʲiː ˈvˠɾˠiːn̪ˠaːnʲ/, род. 17 мая 1961) — ирландская певица, автор песен и музыки к фильмам. Проживает в замке Мандерли в Дублине, Ирландия. Младшая сестра певицы Мойи Бреннан. Она является самой продаваемой сольной исполнительницей Ирландии и второй по продажам исполнительницей после группы U2, она продала 26,5 миллиона сертифицированных альбомов в США и примерно 75 миллионов записей по всему миру, что делает её одной из самых продаваемых музыкальных исполнительниц всех времён. Эния является лауреатом семи премий World Music Awards, четырёх премий Грэмми и премии Айвора Новелло. Номинирована на премии Оскар и Золотой глобус за песню «May It Be», написанную для фильма «Властелин колец: Братство Кольца».

## Биография

### Детство и юность
Родилась 17 мая 1961 года на северо-западе Ирландии, в маленькой деревне Дор-Бартли в области Гуидор (ирл. Gaoth Dobhair) в графстве Донегол (ирл. Dún na nGall). Она была средним ребёнком в семье — у неё четверо братьев и четыре сестры. Её отец Лео был владельцем местного паба, а мать преподавала музыку в местной школе. Детей поощряли, если они занимались музыкой. Эния стала брать уроки фортепиано и изучать классическую музыку.

Всё это происходило в небольшом ирландском городке Дор-Бартли, где многие говорили только на своём родном кельтском языке. И я слушала музыку, любые направления традиционной кельтской музыки. Мои родители были музыкантами. Папа, когда ему было 14, стал заниматься церковной музыкой, а потом и сам взялся за сочинение кельтских баллад. Мама была учительницей музыки в моей школе, и я росла в атмосфере, когда тебя окружает только прекрасная музыка.

В этой атмосфере в 1968 году родилась семейная группа Бреннанов, исполняющая традиционную ирландскую музыку. Её создали дяди и старшие братья Энии. Первоначально группа называлась An Clann As Dobhar, но позже название сократилось до Clannad. Только после окончания школы в 1980 году Эния присоединилась к группе и сразу же приняла участие в записи двух альбомов: Crann Ull и Fuaim. Кроме вокала, она играла на клавишных (сначала на электропианино, а затем на мощном синтезаторе).

### Начало сольной карьеры
Карьера в семейном кругу была недолгой. В 1982 году группу покидает менеджер и продюсер Ники Райан. Эния, вероятно, расстроенная этим, а также из-за чувства недооценённости, переезжает в Дублин, чтобы начать сольную карьеру. Ники Райан становится её менеджером.
Первые же плоды этого сотрудничества появились, когда кинопродюсер Дэвид Патнэм (англ. David Puttnam) прослушал демо-кассеты с записями Энии. Он попросил её написать музыку к фильму «The Frog Prince» (1984). В распоряжении девушки была целая студия, и Эния не упустила шанса поэкспериментировать с новым музыкальным оборудованием. Звукорежиссёром записи был Ники Райан.
Позднее он же помог получить новый заказ. В 1986 году BBC приступила к работе над документальным сериалом, рассказывающим об истории и культуре кельтов, для которого Эния должна была написать музыкальное сопровождение. Работа длилась десять месяцев. Музыка настолько понравилась телезрителям, что BBC решила издать самостоятельный альбом с избранными композициями. Альбом был назван Enya.

### Сольные альбомы
В 1987 году Эния подписывает контракт с Робом Дикинсом, главой Warner Music UK. Благодаря его поддержке в 1988 году выходит альбом Watermark, ещё больше расширивший круг поклонников Энии. Чуть позже был выпущен сингл Orinoco Flow, сразу же ставший британским хитом. Строки с именем Энии взлетели на первые места в музыкальных чартах многих стран. Альбом Watermark достиг платинового статуса в 14 странах мира; на сегодняшний день он продан тиражом более 10 миллионов экземпляров. После года рекламной кампании альбома Эния возвращается домой и принимается за работу. Как и прежде, ей помогают супруги Ники (продюсер) и Рома (автор текстов) Райаны.
Новый диск — «Shepherd Moons» — выходит лишь через двадцать месяцев, в 1991 году. Столь длительный перерыв Эния сама объясняет так:

Я трачу часы на обдумывание: я не могу остановить всё, а потом вернуться и продолжить работу над музыкой. Во мне есть строгость, которую я не смогу с себя стряхнуть. Со мной трудно работать, я хорошо это знаю.

В отличие от большинства музыкантов, которые могут себе позволить записать целый ряд песен и выбрать лучшие из них, для этого альбома было написано только 12 композиций, ровно столько, сколько их в альбоме. Критики назвали этот альбом продолжением, второй частью предыдущего Watermark. Shepherd Moons достиг 1 номера в британских чартах и оставался в хит-параде Billboard 199 недель (почти четыре года).
После выхода Shepherd Moons наступил длительный четырёхлетний период молчания, во время которого в 1992 году появился переизданный альбом-саундтрек о кельтах. Его так и назвали — The Celts.
В 1995 году Эния выпускает альбом The Memory of Trees.
Эния была номинирована на 4 премии Grammy Awards и получила две награды в номинации «Лучший New Age Альбом» за Shepherd Moons в 1992 году и за The Memory of Trees в 1997 году.
Все эти годы Эния не бросала работу на кинопоприще: её музыка использована в фильмах Green Card (1990), L.A. Story (1991), Far And Away (1992), Sleepwalkers (1992), Toys (1992), Age Of Innocence (1993), Cry The Beloved Country (1995). Также в 1995 году, наконец, увидел свет саундтрек к The Frog Prince.
В 1997 году был выпущен сборник лучших произведений Энии — Paint the Sky with Stars, а в 2000 году — A Day Without Rain.
В 2001 году Эния приняла участие в записи саундтрека к фильму «Братство кольца». Она исполнила песни May It Be и Lothlorien, написанные в соавторстве с кинокомпозитором Говардом Шором. За May It Be Эния в 2002 году получает «Золотой глобус» и номинируется на «Оскар» в номинации «Лучшая оригинальная песня». В том же году она выигрывает 3 World Music Awards в номинациях «Самая продаваемая певица», «Самый продаваемый артист New Age», «Самый продаваемый Ирландский артист» и выигрывает награду «Лучший поп-рок сингл» за Only Time в Echo Awards.
В ноябре 2005 года Эния вновь порадовала своих поклонников новым альбомом Amarantine.
В июле 2007 года получила почётную докторскую степень в университете Ольстера.
10 ноября 2008 года вышел новый студийный альбом Энии And Winter Came и одновременно с ним — сингл Trains and Winter Rains. Также в альбом вошли: And Winter Came, One Toy Soldier, White Is in the Winter Night и другие рождественские хиты жанра Celtic и New Age. Сама Эния призналась, что первоначально этот альбом задумывала как собрание всех ранее написанных рождественских песен, но передумала и написала новый альбом.
В 2012 году стало известно, что певица работает над созданием нового альбома. По словам Энии идея о создании нового альбома пришла к ней после поездки на остров Сарк (Sark). В 2015 году свет увидел новый альбом Dark Sky Island (дословно: Остров Темного Неба). В том же году Эния выступила с песней Echoes in Rain из нового альбома на церемонии Echo Awards.
Альбом был номинирован на премию Грэмми в номинации «Лучший нью-эйдж альбом», церемония прошла в феврале 2017 года. Существует две версии альбома: оригинальный альбом, который включает 11 песен и делюкс-версия альбома, в которую добавлено 3 новые песни.

## Личная жизнь

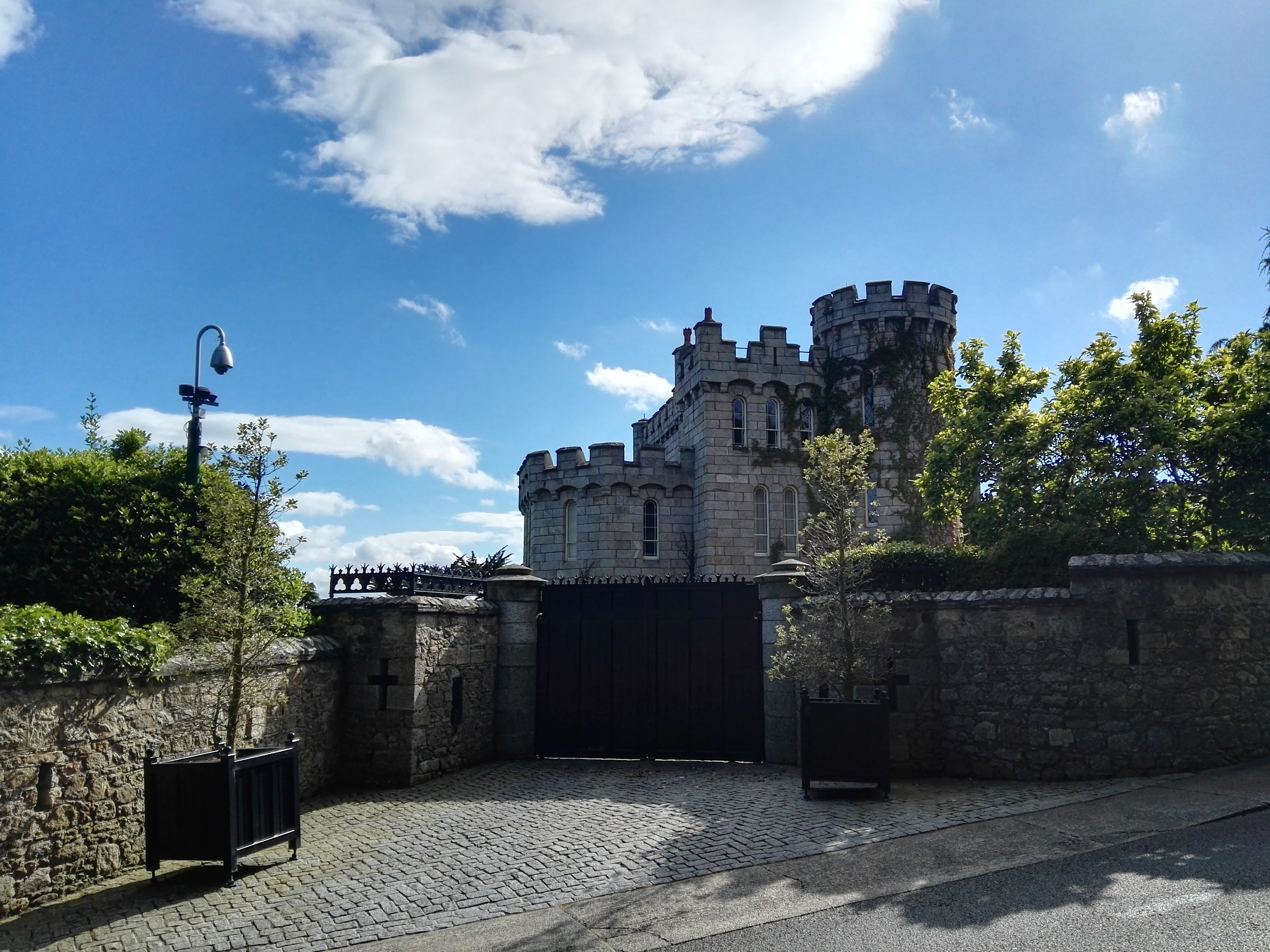
Замок Энии в Киллини, графство Дублин

В 1997 году Эния приобрела недвижимость, включая викторианский замок Мандерли в Киллини, графство Дублин, за 2,5 миллиона фунтов стерлингов на аукционе. В 2009 году, во время своего трёхлетнего перерыва в музыке, Эния купила дом на юге Франции.
С 1980-х годов Эния стала объектом преследования нескольких сталкеров. В 1996 году итальянец, которого видели в Дублине с фотографией Энии на шее, ударил себя ножом возле паба её родителей после того, как его выгнали из помещения. В мае 2005 года Эния потратила около 250 000 фунтов стерлингов на безопасность, закрыв пробелы во внешней стене замка и установив тумбы и железные перила. Несмотря на это, в октябре 2005 года двое человек ворвались в её дом, один из них напал на одну из её домработниц и связал её, скрывшись с несколькими вещами Энии после того, как она подняла тревогу.
Эния известна тем, что ведёт затворнический образ жизни. Она говорила:
Музыка — это то, что продается. Но я и моя личная жизнь не имеют к этому отношения.
 Эния не замужем. В 1991 году она призналась:
Я боюсь замужества, потому что на мне могут жениться по расчету, а не по любви. Я бы не стала торопиться с браком, но я действительно много думаю об этом.
У неё были отношения с неким мужчиной, которые закончились в 1997 году, примерно в то время, когда Эния подумывала о том, чтобы взять тайм-аут в музыке, чтобы завести семью, но ощутила давление и в итоге выбрала другой путь. Она называет себя более духовной, нежели религиозной.
Я извлекаю из религии то, что мне нравится.
В 2006 году Эния заняла 3-е место в списке самых богатых ирландских артистов с состоянием в 75 миллионов фунтов стерлингов и 95-е в списке самых богатых ирландцев по версии Sunday Times. В 2016 году она заняла 28-е место в списке «50 миллионеров Великобритании и Ирландии в музыкальной индустрии».
В 2017 году в честь Энии были названы недавно обнаруженный вид рыб Leporinus enyae, найденный в дренажной зоне реки Ориноко и астероид 6433 Enya.

## Дискография

### Студийные альбомы
- Enya (1987)
- Watermark (1988)
- Shepherd Moons (1991)
- The Celts (1992)
- The Memory of Trees (1995)
- A Day Without Rain (2000)
- Amarantine (2005)
- And Winter Came (2008)
- Dark Sky Island[англ.] (2015)

### Саундтреки
- The Frog Prince (1985)
- The Celts (1987)
- Вид на жительство (Green Card) (1990)
- Лос-анджелесская история (L.A. Story) (1991)
- Далеко-далеко (Far And Away) (1992)
- Sleepwalkers (1992)
- Игрушки (Toys) (1992)
- Эпоха невинности (Age Of Innocence) (1993)
- Cry The Beloved Country (1995)
- Themes From Calmi Cuori Appassionati (2001)
- Властелин колец: Братство Кольца (The Lord Of The Rings: The Fellowship Of The Ring) (2001)
- Сладкий ноябрь (Sweet November) (2001)
- Caribbean Blue (1991)
- Шрэк навсегда (2010) (Shrek forever after)
- Девушка с татуировкой дракона (фильм, 2011) (The Girl with the Dragon Tattoo)
- Кухня (сериал)
- Хэйвен Сезон 2 / Эпизод 7 (Exile)

### Сборники
- Caribbean Blue (1991)
- Shepherd Moons & Moonshadows (1995)
- Watermark & Shepherd Moons (1996)
- The Enya Collection (1996)
- A Box Of Dreams (1997)
- Paint the Sky with Stars (1997)
- Enya (1998)
- Only Time — The Collection (2002)
- Best Of (2005)
- The Very Best of Enya (2009)

### Синглы
- I Want Tomorrow (1987)
- Orinoco Flow (1988)
- Eclipse (1988)
- Evening Falls… (1988)
- Storms in Africa (1989)
- 6 Tracks (1989)
- Oíche Chiún (Silent Night) (1989)
- 3 Tracks EP (1990)
- Exile (1991)
- How Can I Keep From Singing? (1991)
- Book of Days (1992)
- The Celts (1992)
- Marble Halls (1994)
- The Christmas EP (1994)
- Anywhere Is (1995)
- On My Way Home (1996)
- Only If… (1997)
- Orinoco Flow (1998)
- Only Time (2000)
- Wild Child (2001)
- Only Time (Remix) (2001)
- May it be (2002)
- Amarantine (2005)
- It’s In the Rain (2006)
- Sounds of the Season (2006)
- It’s in the Rain / Adeste Fideles (2006)
- Christmas Secrets EP (2006)
- Trains and Winter Rains (2008)
- Echoes in Rain (2015)

### Видеосборники
- Moonshadows (1991)
- The Video Collection (2001)
- The Very Best of Enya (2009)

## Интервью
- Interview Picture Disc (1990)
- In Conversation (1997)

## Книги
- Biographies
- Sheet Music
- Music Books
- Piano Rolls and Disklavier Discs